# Konrad Glušič

Konrad Glušič, rimokatoliški duhovnik, šesti ljubljanski škof, *okrog 1527, Komen, † po 24. maju 1578, Gornji Grad.

## Življenje in delo

### Mladost in prve službe
Konrad Adam Glušič se je rodil okrog leta 1527 v Komnu v preprosti kmečki družini. Natančnejši podatki o njegovem poreklu in šolanju niso znani, ne ve se niti, kje in kdaj je opravljal bogoslovne študije. Po zaključku izobraževanja je po posredovanju rojaka škofa Urbana Textorja postal kaplan na dvoru Ferdinanda I., leta 1555 pa še župnik v Kranju in Šmartnem. Kasneje je prevzel upravo rojstne župnije Komen. V Komnu je ustanovil špital za dvanajst revežev. V domačem kraju je ostal, dokler ni bil po priporočilu rojaka plemiča Janeza Cobenzla imenovan za šestega ljubljanskega škofa.

### Škofovska služba
V škofovsko mesto je bil imenovan malo pred 30. decembrom 1570, posvečen pa je bil pred 5. aprilom 1571. Čeprav je veljal za zavzetega, zglednega in požrtvovalnega duhovnika, ni premogel dovolj moči, da bi lahko prevzel pobudo v deželi, v kateri so bili protestantje že v večini, in vplival na razvoj dogodkov. Na to sta verjetno vplivala tudi pozornost protestantov, s katero so ga sprejeli ob prihodu v Ljubljano, in njihova okrepljena moč, ki so jo dobili z graško pacifikacijo (1572) in bruckškim libellom (1578). Znano je njegovo pismo deželnim stanovom s 5. aprila 1571, v katerem je šele po zagotovilih, da bodo protestantje pri pogrebih protestantov v katoliških cerkvah opustili svoje petje in pridige, obljubil, da bo storil, kar je kot katoliški škof dolžan narediti, tj. v stolnici in drugod nastavljati primerne pridigarje.
Kot škof je kljub svoji zadržanosti izpeljal nekaj disciplinskih postopkov proti protestantskim pridigarjem, vendar je vse spodbudil in nekako vodil nadvojvoda. Leta 1571 je tako od stolnega kapitla zahteval poročilo o razmerah v župnijah, ki so mu bile dodeljene, kar je pripeljalo do nastopov proti nekaterim protestantskim pridigarjem. Naslednje leto mu je nadvojvoda naložil, naj razveljavi vse alienacije cerkvenega premoženja po stanovih in ugotovi, kje so si protestantje prisvojili beneficije. Leta 1574 je bil kot član duhovne komisije poslan še na Goriško, vendar njegovo delo ni bilo uspešno. Preganjal ni niti drugih ljubljanskih protestantov niti Mandelčeve tiskarne, ki je začela delovati leta 1575. 
Nezavzeto je uvajal tudi sklepe tridentinskega koncila (ni skrbel za vizitacije, sinode, disciplino klerikov ...), prav tako tudi ni sodeloval pri pomembnejših katoliških izdajateljskih projektih tistega časa. Povečal je le škofijsko premoženje, saj je kupil graščino Rudnek pri Rečici ob Savinji. 
Škof Glušič je umrl leta 1578 v letni rezidenci v Gornjem Gradu, kjer je tudi pokopan. 

## Vir
Primorski slovenski biografski leksikon. Goriška Mohorjeva družba, Gorica 1978.